# Pedro Amaral
Pedro Amaral (Lisboa, 30 de janeiro de 1972) é um compositor e maestro português. Exerce atualmente funções de Diretor Artístico na AMEC | Metropolitana e é Maestro Titular da Orquestra Metropolitana de Lisboa.

## Biografia
- Estudos Musicais

Iniciou os seus estudos em composição como aluno privado de Fernando Lopes-Graça, a partir de 1986, ao mesmo tempo que prosseguia a sua formação musical geral no Instituto Gregoriano de Lisboa. Ingressa em seguida na Escola Superior de Música de Lisboa (1991/94) onde conclui o bacharelato em Composição na classe de Christopher Bochmann. 
Instala-se depois em Paris, onde estuda com Emmanuel Nunes no Conservatório Nacional Superior de Música e Dança de Paris. Quatro anos mais tarde, graduar-se-ia com o "Primeiro Prémio em Composição" por unanimidade do júri. 
Estudou direcção de orquestra com Péter Eötvös (masterclasses no Eötvös Institute, desde 2000) e Emilio Pomàrico (de quem foi aluno privado, seguindo regularmente os seus cursos na Scuola Civica de Milão, em 2001). 
- Estudos Universitários

Paralelamente à sua formação musical prática, Pedro Amaral prosseguiu estudos universitários na Ecole des Hautes Etudes en Sciences Sociales, em Paris, obtendo um Mestrado em Musicologia Contemporânea, com uma tese sobre Gruppen de Karlheinz Stockhausen (1998) e, mais tarde, um doutoramento com uma tese sobre "Momente e a problemática da forma na música serial" (2003) - trabalhos nos quais obteve as mais altas classificações académicas. Acerca da sua vasta análise doutoral, K. Stockhausen declarou ao Le Monde de la musique (setembro 2003): "Trata-se de uma obra excelente com a qual aprendi imensas coisas"  - o que o levou a convidar Pedro Amaral como seu assistente em diversos projectos.
Os seus estudos universitários levaram-no a desenvolver actividade no campo da musicologia e, desde 2007, tornou-se professor na Universidade de Évora, onde lecionou Composição, Orquestração e Estéticas Contemporâneas.
- A Conexão Ircam

Durante a sua primeira estadia no IRCAM, no âmbito do Cursus de composition et d'informatique musicale, em 1998/99, Pedro Amaral compôs Transmutations, para piano e electrónica em tempo real, estreada em Paris, em 1999. A obra foi em seguida escolhida para representar Portugal na Tribuna Internacional de Compositores da UNESCO, na sequência da qual foi transmitida por estações de rádio em todo o mundo. No fim de 2001, a mesma obra representaria ainda Portugal no Festival World Music Days, no Japão. Nesse mesmo ano, a cidade do Porto, Capital Europeia da Cultura 2001, encomendar-lhe-ia Organa, para ensamble e electrónica em tempo real ad libitum, cuja parte electroacústica foi também desenvolvida nos estúdios do IRCAM. Em 2003/2004, Pedro Amaral regressa pela terceira vez ao Instituto, como Compositeur en recherche, para a composição da segunda versão de Script, para percussão e electrónica em tempo real.
- Residências Artísticas

Pedro Amaral foi compositor residente na Herrenhaus Edenkoben, na Alemanha, na Villa Medici, em Roma (antigo Prix de Rome), e no Palácio Lenzi, em Florença, Itália.
- Repertório

No seu repertório avultam as obras de música mista (ensemble instrumental e meios electrónicos), a ópera contemporânea e, em particular, a música de Stockhausen, cujas obras dirigiu com numerosas orquestras em diversos países da Europa e América do Sul. No campo do grande repertório orquestral, tem dirigido centenas de concertos que incluem obras do classicismo vienense à contemporaneidade. Destacam-se uma integral, em quatro dias consecutivos, das Sinfonias de Beethoven, várias vezes repetida em 2016, as óperas de Mozart bem como as interpretações de sinfonias de Bruckner, de Brahms, de Tchaikovsky e de numerosas obras orquestrais de Richard Strauss, de Debussy, de Stravinsky e de Béla Bartók.
- Funções

É, desde 2007, Professor Auxiliar da Universidade de Évora. Foi Maestro Titular da Orquestra do Conservatório Nacional de Lisboa (2007/08) e do Sond’Arte Electric Ensemble (2007/2010). Em 2013 foi nomeado Diretor Artístico da  AMEC | Metropolitana, acumulando estas funções, a partir de 2018, com as de Maestro Titular da Orquestra Metropolitana de Lisboa.

## Obras
- N.º 1: ...Textos, Paráfrases, Perspectivas... - Para ensemble instrumental (1110 / 1110 / pno. / 10110). Ano de conclusão: 1994 (primeira versão), 1996 (segunda versão). Dedicatória Miguel Azguime. Duração: 18 minutos. Estreia (primeira versão): Gulbenkian/ACARTE, 31/01/1994, grupo de estudantes sob a direção de Pedro Amaral. Estreia (segunda versão): Munique, Ensemble Piano Possibile, Carl Christian Bettendorf. Gravações: CNSM, Ensemble Alternance, Annick Minck (1997); Gulbenkian UK, London Sinfonietta, Pedro Amaral (2006).

- N.º 2.1: Réflexes I - Para fagote solo e electrónica em tempo real. Ano de conclusão: 1996. Dedicatória: "A Pascal Gallois". Duração: 21 minutos. Estreia: Encontros Gulbenkian de Música Contemporânea, 14/05/1999, Pascal Gallois. Gravação: CNSMDP, Lionel Bord (1997). Obra retirada do catálogo, aguarda revisão.

- N.º 2.3: Réflexes III - Para orquestra (2030/2220/2 hp., pn., 3 perc. /50003). Encomenda: Fundação Calouste Gulbenkian. Ano de conclusão: 1999. Duração: 12 minutos. Estreia: Encontros Gulbenkian de Música Contemporânea, 14/05/1999, Orquestra Gulbenkian, Luca Pfaff. Obra retirada do catálogo, aguarda revisão.

- N.º 3: Spirales - Para orquestra de câmara (1200 / 0111 / 2 hp., pn., 3 perc. / 11110). Ano de conclusão: 1998. Duração: 9 minutos. Estreia: Encontros Gulbenkian de Música Contemporânea, 09/05/1998, Ensemble Futures Musiques, Les Percussions de Strasbourg, Alain Bancquart. Gravações: Gulbenkian UK, London Sinfonietta, Pedro Amaral (2006).

- N.º 4: Anamorphoses - passacaglia pour orchestre - Para orquestra (3333 / 4231 / hp., timp.+3 / cordas). Encomenda: Festival Internacional de Música de Macau. Ano de conclusão: 1998 (versão original), 2021 (revisão). Dedicatória: Emmanuel Nunes. Duração: 28 minutos. Estreia (versão original): Festival Internacional de Música de Macau, 20/10/1999, Orquestra Gulbenkian, Muhai Tang.

- N.º 5.1: Transmutations - Para piano e electrónica em tempo real. Ano de conclusão: 1999. Dedicatória: Marta Amaral. Duração: 18 minutos. Estreia: Temporada IRCAM, Paris, 29/09/1999, Jean-Marie Cottet, técnica IRCAM.

- N.º 5.2: Transmutations pour deux pianos - Para dois pianos. Inédita.

- N.º 5.3: Transmutations pour orchestre - Para orquestra (3333 / 4331 / 2 hp., 5 percs. / cordas). Encomenda: cidade de Matosinhos. Ano de conclusão: 2007. Dedicatória: Manuel Dias da Fonseca. Duração: 23 minutos. Estreia: Lisboa, Temporada Gulbenkian, 19/04/2012, Orquestra Gulbenkian, Lionel Bringuier.

- N.º 6: Organa - Para ensemble instrumental e electrónica em tempo real ad libitum (1110 / 0000 / pno., perc. / 10110). Encomenda: Porto 2001 Capital Europeia da Cultura / Festival Música Viva. Ano de conclusão: 2001. Dedicatória: Péter Eötvös. Duração: 15 minutos. Estreia: Porto, 06/04/2001. ensemble recherche, Johannes Kalitzke. Gravações: Gulbenkian UK, London Sinfonietta, Pedro Amaral (2006).

- N.º 7.1: Quarteto N.º1 - Quarteto de cordas. Encomenda: Fundação Calouste Gulbenkian. Ano de conclusão: 2003. Dedicatória: Barbara e Konrad Stahl. Duração: 25 minutos. Estreia: 28/05/2003, Lisboa, Temporada Gulbenkian, Quarteto Parisii.[11]

- N.º 7.2: Pagina Postica - Para quarteto de cordas e electrónica em tempo real. Encomenda: Miso Music Portugal. Ano de conclusão: 2008. Duração: 25 minutos. Estreia: Oxford, 26/04/2008, Oxford Contemporary Music Season, The Smith Quartet. Gravações: Miso Records.[12]

- N.º 8: Script - Para percussão e electrónica em tempo real. Encomenda: cidade de Matosinhos. Ano de conclusão: 2003 (primeira versão), 2006 (segunda versão). Duração: 26 minutos. Estreia (primeira versão): 18/09/2003, Festival Música Viva, Coimbra, Pedro Carneiro, Miso Studio. Estreia (segunda versão): 27/04/2006, Temporada IRCAM, Paris, Pedro Carneiro, técnica IRCAM. Obra retirada do catálogo, aguarda revisão.

- N.º 9: Os Jogadores de Xadrez - Para coro e percussões (SSAATTBB, harpa, 2 percussionistas e piano). Texto: Fernando Pessoa/Ricardo Reis. Encomenda: Fundação Calouste Gulbenkian. Ano de conclusão: 2004. Duração: 22 minutos. Estreia: 06/12/2004, Gulbenkian, Lisboa, Coro Voces Caelestes, Pedro Amaral.

- N.º 10.1: Densités - Para cinco instrumentos (clarinete, trompete, piano, violino e violoncelo). Encomenda: Westdeutscher Rundfunk. Ano de conclusão: 2005. Dedicatória: Pierre Boulez. Duração: 23 minutos. Estreia: 23/04/2006, Wittener Tage für neue Kammermusik, Witten, Ensemble intercontemporain.

- N.º 10.2: Paraphrase - Para orquestra de câmara (111sax1 / 1110 / hp., pn., 2 percs. / cordas). Encomenda: Fundação Calouste Gulbenkian. Ano de conclusão: 2006. Duração: 17 minutos. Estreia: 25/02/2006, Queen Elizabeth Hall, Londres, London Sinfonietta, Péter Eötvös.

- N.º 11.1: Etude I - Sur la permanence du geste - Para mezzo-soprano (ou clarinete, ou viola) e piano. Encomenda: Ensemble SeicentoNovecento. Ano de conclusão: 2005. Duração: 6 minutos. Estreia: 21/06/2005, Villa Lante, Roma, Antonio Giovannini (contraltista), Francesco Quattrocchi (pianoforte playel).

- N.º 11.2: Etude II - Sur les colorations - Para ensemble instrumental (1010 / 0000 /hp., pn., perc. /10110). Ano de conclusão: 2007. Dedicatória: Jane Williams e Miguel Santos. Duração: 7 minutos. Estreia: 19/06/2009, Temporada Música Viva, Lisboa, Grupo de Música Contemporânea de Lisboa, Pedro Amaral.

- N.º 12.1: Lenzi - Para viola solo. Ano de conclusão: 2006. Dedicatória: Christophe Desjardins. Duração: 12 minutos. Estreia: 12/02/2006, Palácio Lenzi, Florença, Christophe Desjardins. Obra retirada do catálogo, aguarda revisão.

- N.º 12.2: Luminescences - Para viola e cinco instrumentos (clarinete, trompete, trombone, piano, contrabaixo). Encomenda: Ministério da Cultura Francês/Grame. Ano de conclusão: 2006. Dedicatória: Christophe Desjardins. Duração: 12 minutos. Estreia: 11/03/2006, Biennale Musiques en Scène, Lyon, ensemble instrumental do Conservatório de Genebra, Christophe Desjardins. Obra retirada do catálogo, aguarda revisão.

- N.º 13: Abstract - Para oboé (também disponível versão para clarinete). Encomenda: Casa da Música. Ano de conclusão: 2006. Dedicatória: Pierre Chevalier. Duração: 9 minutos. Estreia: 2006/09/24 Festival Musica de Estrasburgo, solista do Remix Ensemble: José Fernando Silva.

- N.º 14: O Sonho - Ópera de Câmara para 3 sopranos, 3 barítonos e ensemble instrumental (3000 / 2000 / hp., 3 percs. / 00051). Encomenda: Fundação Calouste Gulbenkian. Ano de conclusão: 2009. Dedicatória: Gabriela Rodrigues. Duração: 90 minutos. Estreia: 25/04/2010, The Place, Londres; sopranos: Carla Caramujo, Ângela Alves, Sara Braga Simões; barítonos: Jorge Vaz de Carvalho, Mário Redondo, Armando Possante; actor: Otelo Lapa; encenação: Fernanda Lapa; desenho de luz: Margarida Moreira; London Sinfonietta, Pedro Amaral.[13][14]

- N.º 15: Deux portraits imaginaires - Para ensemble (1111 / 1110 / pn., 2 percs. / 11111) ou orquestra (1221 / 1110 / pn., 2 percs. / cordas [min. 88642]). Encomenda: Casa da Música. Ano de conclusão: 2013. Dedicatória: Rachel Guilloux e Alain Bioteau. Duração: 15 minutos. Estreia (versão para ensemble): 09/03/2013, Tonhalle de Zurique, Remix Ensemble, Enno Poppe.[15] Estreia (versão orquestral): 27/10/2016, Temporada Gulbenkian, Orquestra Gulbenkian, Lawrence Foster (dois concertos em Lisboa seguidos de um terceiro, pelos mesmos intérpretes, na Sala São Paulo, em São Paulo, Brasil[16][17]).

- N.º 16: Scherzi - Para orquestra (3333 / 4331 / hp., timp.+4 / cordas). Encomenda: Casa da Música. Ano de conclusão: 2015. Dedicatória: António Mega Ferreira. Duração: 20 minutos. Estreia: 10/04/2015, Orquestra Sinfónica do Porto Casa da Música, Takuo Yuasa.[18]

- N.º 17: Beaumarchais - Teatro musical em cinco cenas e um epílogo. Encomenda: Fundação Calouste Gulbenkian[19]. Ano de conclusão: 2017. Duração: 60 minutos. Estreia: 22/06/2017, Teatro Nacional D. Maria II; cantores: Luís Rodrigues, José Bruto da Costa (Comte Almaviva), Carolina Figueiredo, Lucinda Gerhardt (Rosine), André Henriques, Tiago Gomes (Figaro), Joana Seara, Sara Afonso (Suzanne), Pedro Cachado, Manuel Gamito (Léon), Eduarda Melo, Filipa Passos (Florestine), Marco Alves dos Santos, Manuel Gamito (Bégearss), Manuel Rebelo, Pedro Casanova (Bartholo); companhia de teatro Mala Voadora, encenação: Jorge Andrade; Orquestra Gulbenkian, Pedro Amaral.